# わんこでしょ
『わんこでしょ』は、2002年10月から2010年3月27日まで北海道文化放送 (uhb) で放送された動物特集ミニ番組である。全371回。新聞番組表においては「わんこ」と表記されていた。

## 番組内容
北海道（主に札幌市近郊）で飼われている犬を毎回紹介していたミニ番組で、道内在住の視聴者に募集を掛けて取材したVTRを放送していた。番組名は当初『わんここわんこ』と仮題がつけられていた。

## 放送時間
2002年10月の放送開始当初は木曜日の15:55から16:00までの放送であった。その後は土曜15:26枠での放送を基本としていたが、土曜午後枠の編成次第では17:25枠で放送されたり、その翌週には14:25枠で放送されたりすることもあった。特に2時間ドラマの再放送が2本続けて行われる日やスポーツ中継がある日などには著しく変動していたが、2009年1月からは安定して17:25枠で放送されるようになった。ただし、その後も2010年3月6日に一度だけ13:25枠で放送されたことがある。
- 毎週土曜 15:26 - 15:30 （2002年10月 - 2008年12月）
- 毎週土曜 17:25 - 17:30 （2009年1月 - 2010年3月）
- このほか、日曜早朝枠や平日深夜枠などで不定期に再放送されていた（例：2007年10月1日・7日・8日・12日・22日・29日）。

## スタッフ
水野悠希はUHB入社時よりこの番組のナレーションを担当した。ただし、DVD vol.3のNG集など、特典映像のナレーションは、同じuhbアナウンサーの近田誉が担当している。
- ナレーション：水野悠希（uhbアナウンサー、番組内では「みずのゆき」と表記）
- 制作協力：ユープロダクション（u-pro）
- 製作著作：北海道文化放送

## 関連メディア
この番組は後にDVD化され、ポニーキャニオンから合わせて3巻が発売された。vol.1とvol.2は2007年4月18日に、vol.3は2008年5月21日にそれぞれ発売された。